# Robert Reid (1er comte Loreburn)
Pour les articles homonymes, voir Reid et Robert Reid.
Robert Threshie Reid, né le 3 avril 1846 à Corfou et mort le 30 novembre 1923, est un homme politique libéral et lord chancelier britannique.

## Biographie
Il est le deuxième fils de Sir James John Reid (1805-1876), originaire de Dumfries, et de Mary Threshie, originaire de l'ouest du Galloway.
Il fait ses études au Cheltenham College puis au Balliol College d'Oxford.
Il commence sa carrière politique en 1880 quand il est élu à la Chambre de Communes pour Hereford. En 1886, il est élu pour Dumfries Burghs en Écosse.
En parallèle, il fait une carrière de juge : solliciteur général en 1894, procureur général (1894-1895) avant de devenir lord chancelier en décembre 1905. Il est anobli chevalier en 1894, puis est créé baron Loreburn de Dumfries en 1906, en référence à un district de Dumfries. Il est élevé au titre de comte Loreburn lors des célébrations du couronnement de George V en 1911.
En 1912, il eut subitement des problèmes cardiaques et dû quitter ses fonctions très rapidement. Il se retire dans le Kent. En 1918, à la Chambre des lords, il tente de s'opposer à la loi accordant le droit de vote aux femmes. Son état de santé empire progressivement, et il meurt chez lui, à Kingsdown House, le 30 novembre 1923.